# Distritos de las Islas Vírgenes Británicas

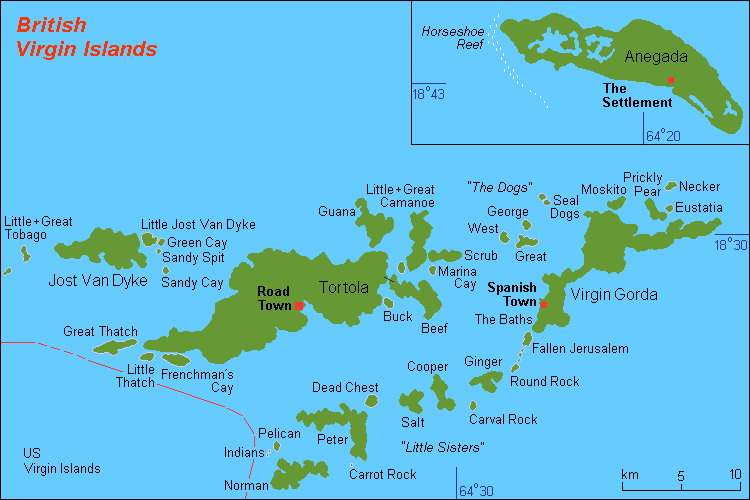
Islas Vírgenes Británicas

## Distritos administrativos
Las cinco subdivisiones administrativas mencionadas en algunas páginas web solamente son divisiones estadísticas, sin relevancia administrativa alguna:
| Subdivisión               | Ciudad principal              | Extensión km2 | Población (censo de 2010) |
| ------------------------- | ----------------------------- | ------------- | ------------------------- |
| Anegada                   | The Settlement                | 38,6          | 285                       |
| Jost Van Dyke             | Belle Vue (Jost Van Dyke)     | 8,3           | 298                       |
| Tórtola                   | Road Town                     | 59,2          | 23.419                    |
| Virgen Gorda              | Spanish Town                  | 21,2          | 3.939                     |
| Otras Islas               | Great Harbour (Isla de Peter) | 23,7          | 122                       |
| Islas Vírgenes Británicas | Road Town                     | 151,0         | 28.054                    |

Las "Otras Islas" son principalmente las islas del sur de Tórtola (de las que se separan por el Canal de Sir Francis Drake y el suroeste de Virgen Gorda) y separada de la Isla Ginger, mayormente Isla de Norman, Isla de Peter, Isla Cooper and Isla Salt. Estas islas son también conocidas bajo el nombre informal de Pequeñas Hermanas o Southern Islands (Islas del Sur).
Los Distritos Administrativos actuales de las Islas Vírgenes Británicas quedan establecidos desde 2003, siguiendo las disposiciones del Programa 2003 de las Pequeñas Hermanas.
Tórtola, los islotes circundantes, y las Islas del Sur están administradas directamente por el Gobierno de las IVB, como una "Isla". Las 3 "Islas del Sur", incluyendo los islotes vecinos, se administran a través de 3 Distritos, gestionados por Oficiales de Distrito, bajo el Vicegobernador de las IVB "al objeto de de controlar, promover y facilitar el reparto de los servicios del Gobierno a las islas del sur de Virgen Gorda, Anegada, y Jost Van Dyke". Este arreglo administrativo es similar al de algunos que existían en anteriores dependencias británicas - Las Bahamas, Islas Turcas y Caicos, o las Islas Cook - entre otras.
El Programa 2003 de las Pequeñas Hermanas, establece un Coordinador que supervisa y colabora con los Oficiales de Distrito, a modo de enlace con el gobierno central. No hay estructuras gubernamentales locales en el Territorio.

## Distritos de Registro Civil
Hay 6 Distritos de Registro Civil en las Islas Vírgenes Británicas:
| Distrito de Registro Civil | Área                |
| -------------------------- | ------------------- |
| District A                 | Virgen Gorda        |
| District B                 | Anegada             |
| District C                 | East End (Tórtola)  |
| District D                 | Road Town (Tórtola) |
| District E                 | West End (Tórtola)  |
| District F                 | Jost Van Dyke       |

Los Distritos C, D y E son subdivisiones de la isla principal Tórtola.

## Distritos Electorales
- mediante la Constitución y la Ordenanza Electoral de 1954, que establecía un nuevo Consejo Legislativo con una mayoría electa, la presidencia quedó dividida en 5 distritos. El Distrito de Road Town (área de la capital)envió dos miembros al Consejo Legislativo, los demás distritos uno cada uno.
- Una nueva Constitución de 1967 proporcionaba siete distritos electorales, con un representante cada uno.
- En 1977, la cantidad de distritos electorales subió a nueve. Cada distrito electoral envía un miembro al Consejo Legislativo, que tiene 13 escaños (incluyendo 4 at miembros itinerantes).

| Distrito electoral         | Área                                                           |
| -------------------------- | -------------------------------------------------------------- |
| Primer distrito electoral  | West End, Carrot Bay (Tórtola)                                 |
| Segundo distrito electoral | Meyers, Cane Garden Bay, Brewers Bay (Tórtola) y Jost Van Dyke |
| Tercer distrito electoral  | Sea Cow's Bay y circundantes (Tórtola)                         |
| Cuarto distrito electoral  | Road Town y circundantes (Tórtola)                             |
| Quinto distrito electoral  | Hunthum's Ghut y Long Trench (Tórtola)                         |
| Sexto distrito electoral   | Baugher's Bay y East Central Tórtola                           |
| Séptimo distrito electoral | Long Look (Tórtola) e Isla Beef                                |
| Octavo distrito electoral  | East End, Greenland y Hope Estate (Tórtola)                    |
| Noveno distrito electoral  | Virgen Gorda y Anegada                                         |

- Datos: Q2900993

1. ↑  http://www.irf.org/wp-content/uploads/2015/10/AnegadaEnvironmentalProfile_2013.pdf
2. ↑  http://www.bvi.gov.vg/sites/default/files/2014
3. ↑  http://bviguides.com/Domains/bvipropertyguide/index2.php?option=com_content&do_pdf=1&id=137